# Derrick Rose
Pour les articles homonymes, voir Rose.
Derrick Rose, né le 4 octobre 1988 à Chicago dans l'Illinois, est un joueur américain de basket-ball ayant évolué en tant que meneur.
Avec les Bulls de Chicago, il est élu NBA Rookie of the Year, aussi appelé recrue de l’année, puis, dès sa deuxième saison dans la ligue, il est sélectionné comme All-Star pour la première fois lors du NBA All-Star Game 2010. Lors de sa troisième saison, il devient le plus jeune joueur de l'histoire à être élu NBA Most Valuable Player d'une saison régulière en NBA.
Il est également choisi pour évoluer avec l’équipe des États-Unis lors du championnat du monde 2010 et 2014. Les Américains remportent les deux titres mondiaux disputés en Turquie et en Espagne.

## Biographie
Né à Chicago plus exactement à Englewood, là où règne la drogue, fils de Brenda Rose, il apprend le basket-ball avec ses trois frères aînés afin d'éviter de tomber dans l'illégalité et rêve de la NBA pour ramener de l'argent à sa famille. Au lycée, il remporte deux championnats d’État et est dès lors perçu comme le meilleur espoir au poste de meneur. Il est ensuite drafté en 1re position par les Chicago Bulls en 2008 et porte l'espoir d'une franchise voulant retrouver son standing depuis la retraite de Michael Jordan. Il est élu MVP (Most Valuable Player) en 2011.

## Carrière

### Les débuts et la draft de la NBA

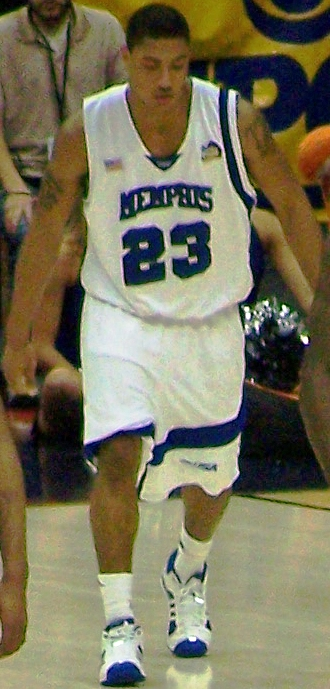
Rose portant le maillot de l'Université de Memphis.

En 2007-2008, il joue dans le championnat universitaire NCAA (National Collegiate Athletic Association) avec les Tigers de l’Université de Memphis. Sous les ordres de John Calipari, adepte du jeu offensif, l'équipe présente un bilan de 38 victoires en 40 matches. Les Tigers parviennent en finale du Final Four 2008, où Derrick produit de belles prestations, pour céder la victoire à l’équipe de Kansas.
En 2009, une investigation de la National Collegiate Athletic Association (NCAA) révèle que les résultats de Rose au SAT Reasoning Test (examen standardisé) ont été invalidés, ce qui le rend rétroactivement inéligible à jouer pour Memphis. Pour cette raison, la NCAA finit par effacer la saison 2007-2008 complète de Memphis,.
Peu de temps après le Final Four, il annonce sa candidature pour la draft 2008 de la NBA. Grâce à ses performances en championnat universitaire, Derrick Rose fait partie des premiers noms de la draft. Derrick Rose adorerait pouvoir jouer sous les couleurs de sa ville natale, cependant ces derniers avaient moins de 2% de chance d'obtenir le premier choix de draft, ce qui n'empêcha pas les Bulls de Chicago de recevoir ce premier choix grâce à la loterie. Ils hésitent entre lui et Michael Beasley. Pour se décider, les dirigeants des Bulls organisent un entretien avec les deux joueurs et leur demandent ce qu'ils ont le plus détesté dans leur carrière NCAA. À cette question, Michael Beasley répond : « les mauvais choix des arbitres lors des matches à l'extérieur », tandis que Derrick répond : « Perdre ». À ce moment-là, le choix est fait : il est ainsi sélectionné au premier rang par les Bulls de Chicago.

### Bulls de Chicago (2008-2016)

#### 2008 - 2009: rookie de l'année
Malgré son statut de rookie (débutant, aussi appelé recrue en Amérique du Nord), Rose s'impose rapidement chez les Chicago Bulls qui sont à la peine en NBA depuis plusieurs saisons. Au All-Star Week-end de février 2009, il participe au match des Rookies contre les Sophomores (deuxième année en NBA) et au Skills Challenge qu'il remporte.
Derrick Rose est désigné meilleur débutant des mois de novembre, décembre puis mars de la conférence Est. À l'issue de cette saison, il est sacré recrue de l’année et sélectionné dans le cinq des débutants (NBA All-Rookie Team).
Le 15 avril 2009, son équipe les Bulls de Chicago se qualifie pour les playoffs. 
Lors du premier match de playoffs face aux Celtics de Boston, il égale le record de Kareem Abdul-Jabbar pour le nombre de points marqués par un rookie (première année) dans son premier match de playoffs (36 points). Mais malgré de bonnes performances de l'équipe, les Bulls sont éliminés par les Celtics après l'une des séries les plus épiques de l'histoire de la NBA en sept rencontres.
Rose est élu Rookie of the Year de la saison 2008-2009.

#### 2009 - 2010: confirmation d'un talent
Pour sa deuxième année en NBA, malgré des débuts difficiles dus à une blessure lors de son premier match de pré-saison, il parvient à retrouver son niveau de jeu et est finalement choisi pour participer au All-Star Game 2010 qui se déroule à Dallas le 14 février,. Il est également le premier joueur à être sélectionné à la fois pour le Rookie Challenge, le Skills Challenge et le All-Star game. Il obtient toutefois l'autorisation de la NBA d'être exempté du Rookie Challenge et ainsi de ne pas jouer trois jours d’affilée au All-Star Week-end. Il ne peut défendre son titre au Skills Challenge pour cause de douleur à la hanche droite. Lors du All-Star Game, il inscrit 8 points, 4 passes et 3 interceptions en 15 minutes de jeu. Touché encore une fois par une blessure, il revient à temps pour qualifier son équipe pour les playoffs NBA 2010 grâce à un dernier mois de compétition - où il réalise sa meilleure performance à la marque avec 39 points face aux Celtics de Boston - ponctué d'un titre de joueur du mois de la conférence Est. Les Bulls de Chicago s'inclinent au premier tour contre les Cavaliers de Cleveland sur le score de 4 victoires à 1. Les statistiques de Derrick Rose sur cette série sont de 26,8 points, 3,4 rebonds, 7,2 passes en 42 minutes 4.

#### 2010 - 2011: la consécration avec le MVP

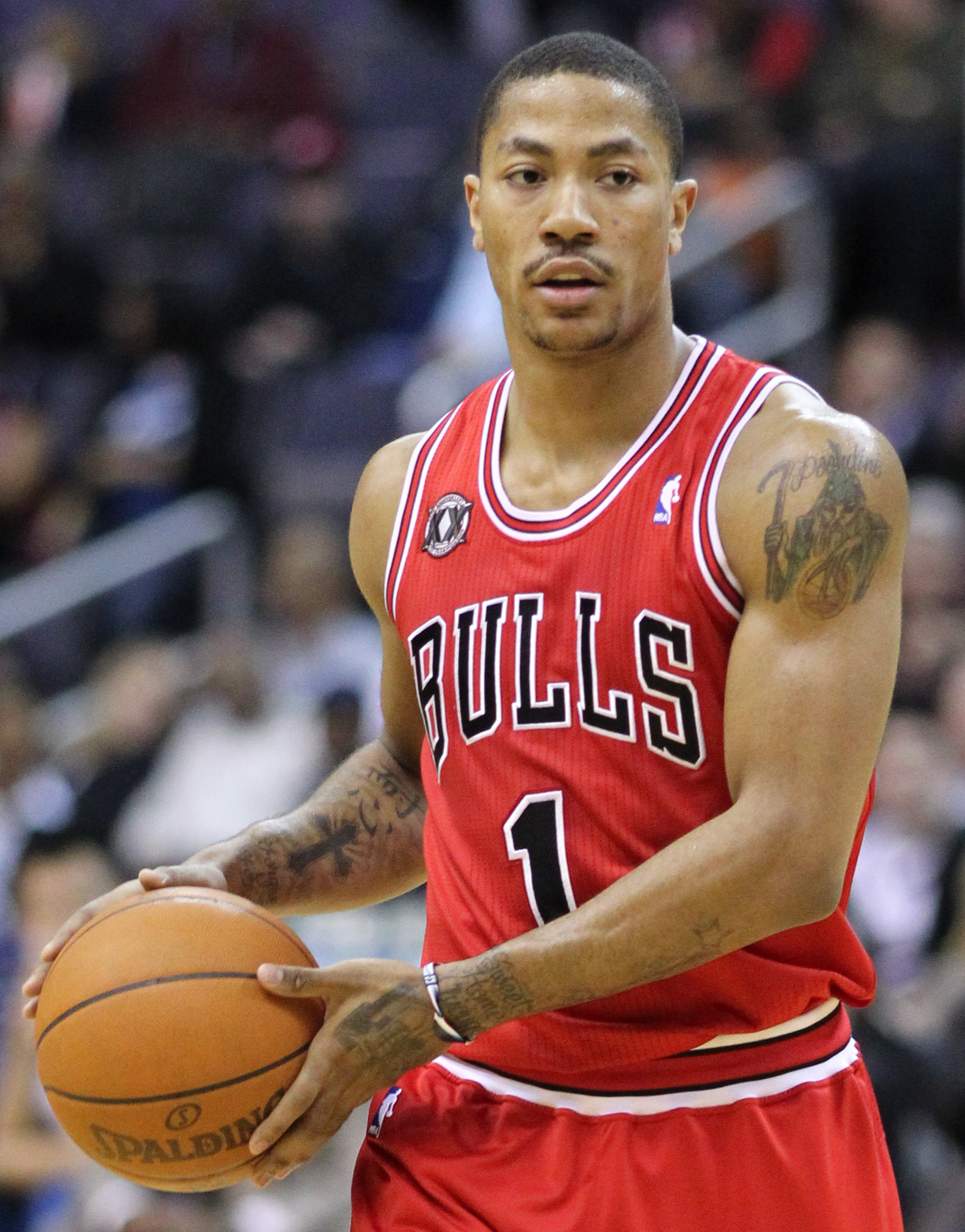
Derrick Rose en 2011

Lors de la saison 2010-2011, Rose réalise plusieurs performances de très haut niveau, inscrivant notamment 42 points contre les Spurs de San Antonio le 17 février, et 30 points et 17 passes contre les Bucks le 26 mars.
Derrick Rose mène les Bulls au meilleur bilan de la ligue, avec 62 victoires et 20 défaites. Ce bilan confirme le renouveau des Bulls de Chicago qui terminent premiers de la saison régulière pour la première fois depuis 1998, date du départ de Michael Jordan. À titre personnel, Derrick Rose passe du statut de meilleur espoir de la ligue à celui de favori pour le titre de MVP.

« C’est le MVP de la saison. Il le mérite. Il joue vraiment bien. Vraiment il le mérite, et ça ne fait aucun doute. Et s’il ne l’a pas, il pourra ressentir ce que j’ai vécu pendant des années… »

— Michael Jordan

« Pour lui ‘the sky is the limit’, vous pouvez voir les progrès qu’il a fait au tir depuis la saison dernière et à quel point il a élevé son jeu à un autre niveau. Je ne pense pas que vous puissiez développer un instinct de tueur. Soit vous l’avez, soit vous ne l’avez pas. Il l’a depuis qu’il est au lycée. »

— Kobe Bryant
Explosif par ses dunks, il est aussi exceptionnel dans ses finitions sur les lay-up, il est devenu en trois saisons un véritable casse-tête pour ses défenseurs. Lors du premier match du premier tour des playoffs contre les Pacers d'Indiana, Derrick Rose bat son record personnel de points en playoffs en inscrivant 39 unités. Lors de la seconde rencontre contre Indiana, il inscrit 36 points, capte 7 rebonds et 6 passes dans une victoire 96 à 90. Lors de la troisième rencontre de la série, Chicago l'emporte de nouveau malgré un 4 sur 18 aux tirs de Rose qui inscrit toutefois 23 points grâce à un 13 sur 15 aux lancers. Après une victoire 89 à 84 d'Indiana lors de la quatrième rencontre avec 15 points de Rose, Chicago obtient sa qualification pour le tour suivant en l'emportant 116 à 89 avec 25 points et 6 passes de Rose.
Le 3 mai 2011, en récompense de sa saison, il obtient le titre de meilleur joueur de la saison régulière. Il est le plus jeune joueur de l'histoire (22 ans, 6 mois et 30 jours) à obtenir cette distinction. Après 24 et 25 points lors des deux premiers matchs de la série face à Atlanta, il établit son nouveau record en carrière avec 44 points - 16 sur 27 aux tirs dont 4 sur 7 à trois points et 8 sur 9 aux lancers, 5 rebonds et 7 passes - lors du troisième match remporté 99 à 82 par les Bulls à Atlanta, ce qui permet à la franchise de Chicago de récupérer l'avantage du terrain après la défaite du premier match. La série se termine sur le score de 4-1 en faveur des Bulls qui affrontent le Heat de Miami en finale de conférence Est. Les statistiques de Rose sont moins bonnes au cours de cette série et son équipe est éliminée 4-1 malgré le gain du premier match.

#### 2011-2013: saisons en pointillés
Pour sa quatrième saison en NBA, Derrick Rose doit confirmer son excellente saison précédente. Alors qu'il n'a manqué que six rencontres lors des saisons régulières précédentes, il doit manquer vingt-sept rencontres sur les soixante-six de la saison 2011-2012. Ces absences sont liées à plusieurs blessures : aine, dos, doigt de pied, cheville, ce qui n'empêche pas sa franchise de terminer en tête de la conférence Est. Durant son absence, Chicago présente un bilan de 18 victoires pour 9 défaites. Lors de la première rencontre des playoffs face aux Sixers de Philadelphie, il se blesse au genou. L'IRM effectuée peu après révèle que cette blessure est une rupture du ligament croisé antérieur, ce qui met fin à sa saison et coûte la qualification des Bulls pour le second tour des playoffs, Noah s'étant lui aussi blessé au match 2. Cela met ainsi un terme à ses espoirs de participation aux Jeux olympiques de Londres.
Pendant sa période de rééducation, l'équipementier Adidas réalise un documentaire en plusieurs parties sur sa convalescence intitulé : The Return.[réf. nécessaire]
Il effectue son retour sur les parquets lors de la saison 2013-2014. Mais lors de son dixième match, face aux Trail Blazers de Portland, il se blesse de nouveau. Le 25 novembre, il est opéré du ménisque du genou droit, opération qui l'oblige à déclarer forfait pour le reste de la saison. Ses statistiques étaient alors de 16,5 points à 35,4%, 4,3 passes décisives, 3,4 balles perdues et 3,2 rebonds en 31 minutes.

#### 2014-2015: le retour
Après avoir été sacré champion du monde avec la sélection américaine, Derrick Rose revient avec les Bulls pour commencer la Pré-saison. Lors de cette série de matchs amicaux, il réalise une grosse performance face au Cavaliers de Cleveland, qui sont favoris au titre, en inscrivant pour la première fois 30 pts depuis la saison 2011-2012, et cela face à Kyrie Irving l'un des meilleurs meneurs de la NBA. Lors du premier match de la saison régulière, les Bulls jouent les Knicks de New York, l'une des équipes les plus faibles de la ligue, et Rose n'eut pas à forcer son talent puisqu’il n'inscrit que 10 pts sans même avoir joué la deuxième mi-temps. Lors de cette saison, Rose retrouve peu à peu le niveau qui était le sien avant ses deux grosses blessures. Il mène souvent son équipe à la victoire bien épaulé par Pau Gasol et Jimmy Butler qui seront All-Star cette année-là. Derrick Rose ne sera finalement pas All-Star malgré ses statistiques (à la mi-saison) de 23,0 pts, 6,5 ast et 5,1 rebs en 31,1 minutes par match.
Le 25 février 2015, la franchise des Chicago Bulls annonce que Derrick Rose doit subir une opération du genou droit. La blessure dont est victime le meneur de jeu des Bulls est la même que celle dont il avait souffert en 2013 lors du match opposant Chicago à Portland. Un coup dur pour le joueur mais aussi pour son équipe. Cependant le 8 mai 2015 lors d'un match de playoff contre les Cavaliers, il marque un buzzer beater faisant gagner son équipe. Depuis le début de la saison, Derrick Rose a participé à 46 rencontres et sa moyenne est de 23,0 points et 6,5 passes décisives.

### Knicks de New York (2016-2017)
À la veille de la Draft 2016, les Bulls envoient Derrick Rose aux Knicks, en compagnie de Justin Holiday et d'un choix du 2e tour de la draft 2017, contre Robin Lopez, José Calderon et Jerian Grant.

### Cavaliers de Cleveland (2017-Fev. 2018)

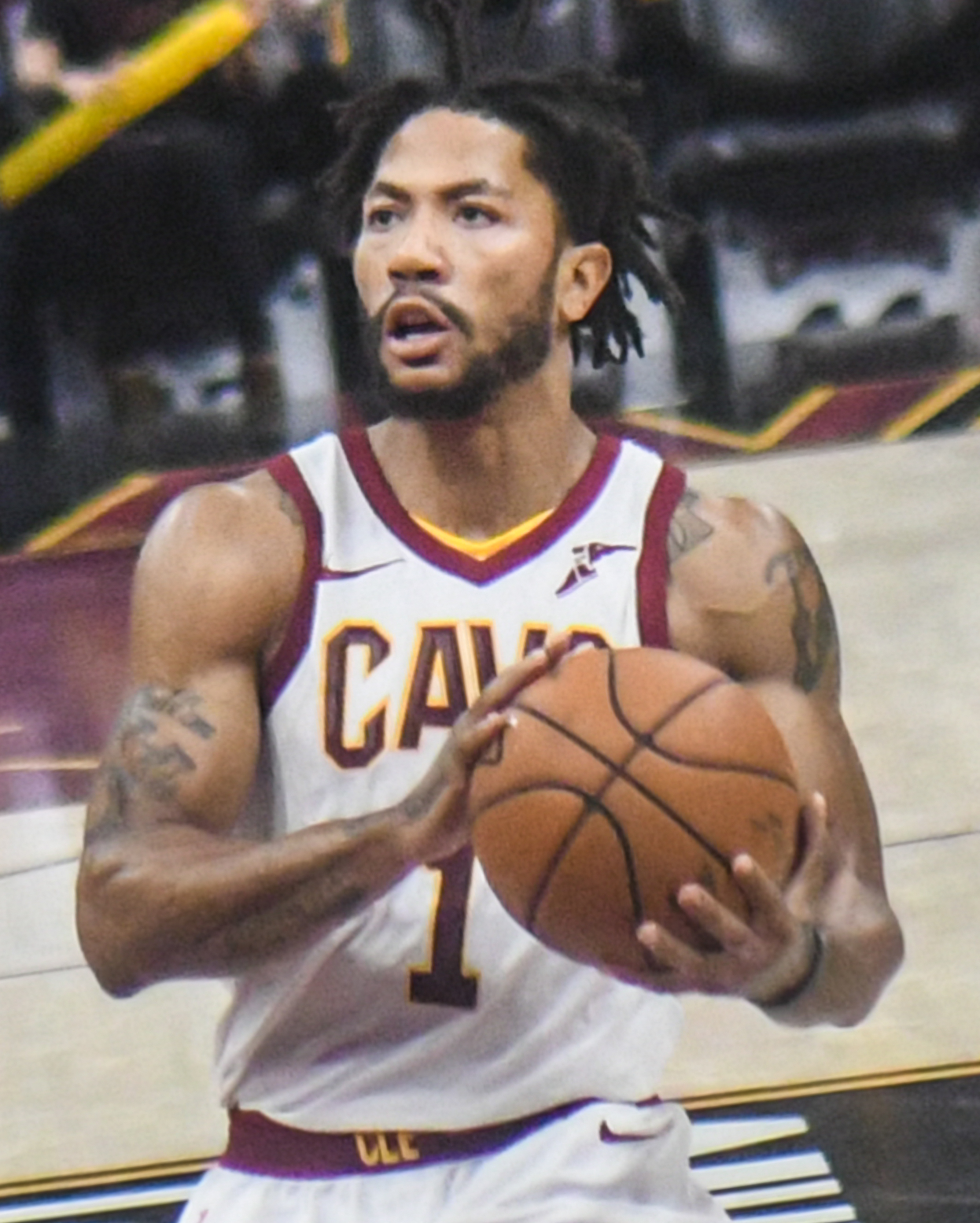
Derrick Rose sous le maillot des Cavaliers.

Le 25 juillet 2017, il signe avec les Cavaliers de Cleveland. Il est finalement transféré en février 2018 au Jazz de l'Utah qui le coupe dans la foulée. Avec les Cavs, Derrick Rose ne prend part qu'à 16 rencontres pour 9,8 points de moyenne.

### Timberwolves du Minnesota (février 2018- juillet 2019)
Le 8 mars 2018, il retrouve une équipe en s'engageant jusqu'à la fin de la saison avec les Timberwolves du Minnesota.
Il re-signe un contrat de un an durant l'intersaison 2018-2019 avec les Timberwolves du Minnesota. Le 31 octobre 2018 lors de la réception du Jazz, il marque 50 points et bat son record personnel vieux de plus de 7 ans, le tout ponctué d'un contre pour la victoire sur Dante Exum.

### Pistons de Détroit (2019-2021)
Le 1er juillet 2019, il signe un contrat de 2 ans chez les Pistons de Détroit pour la somme de 15 millions de dollars.

### Knicks de New York (2021-2023)
Le 7 février 2021, il est envoyé chez les Knicks de New York avec un second tour de draft 2021 en échange de Dennis Smith Jr.. D-Rose retrouvera les Knicks où il y a évolué en 2016-2017 ainsi que Tom Thibodeau qui l'a entraîné aux Bulls de Chicago et aux Timberwolves du Minnesota.
Agent libre à l'été 2021, D-Rose re-signe avec les Knicks pour un contrat de 43 millions de dollars sur trois ans.

### Grizzlies de Memphis (2023-2024)
En juillet 2023, il signe avec les Grizzlies de Memphis pour un contrat de deux ans et 6,5 millions de dollars. Il est engagé comme mentor de Ja Morant, qui est parfois décrit comme son sosie. Il déclare néanmoins : « Je ne suis pas là pour faire du baby-sitting, je ne suis pas là pour te  suivre partout, je ne suis pas là pour t’encourager. Je suis là pour te pousser ».
En septembre 2024, Derrick Rose est coupé par les Grizzlies et annonce quelques jours plus tard prendre sa retraite sportive.

### En équipe nationale
Le 10 février 2010, Derrick Rose est annoncé dans l'effectif de l'équipe nationale américaine qui disputera notamment les championnats du monde 2010 en Turquie et les Jeux olympiques d'été de 2012 à Londres. Avec les États-Unis, Rose remporte le mondial 2010, compétition où il termine avec des statistiques de 24,2 points, 5,2 passes décisives et 4,1 rebonds par match.
En juin 2014, Rose est annoncé comme faisant partie de l’équipe américaine pour jouer la coupe du monde en Espagne. Cela lui permettra de retrouver ses sensations avant la saison NBA car il vient de passer 2 années quasiment blanches à la suite de nombreuses blessures. Il ne fut pas très bon à la coupe du monde mais Rose affirmait : « Je ne suis pas inquiet, je sors de 2 années blanches avec les Bulls. J'ai juste besoin de jouer mon jeu ». La Team USA remportera tout de même la coupe du monde et Kyrie Irving sera ensuite nommé MVP de la compétition.

## Palmarès

### En sélection nationale
- Médaillé d'or au Championnat du monde 2010 en Turquie.
- Médaillé d'or à la coupe du monde 2014 en Espagne.

### En franchise
- Champion de la Division Centrale en 2011 et 2012 avec les Bulls de Chicago.

### Distinctions personnelles
- NBA Most Valuable Player de la saison régulière en 2011.
- NBA Rookie of the Year en 2009.
- Membre de la All-NBA First Team en 2011.
- Membre de la NBA All-Rookie First Team en 2009.
- Joueur du mois de la Conférence Est en avril 2010 et en mars 2011.
- Rookie du mois de la Conférence Est en novembre et décembre 2008 et en mars 2009.
- 3 Sélections au NBA All-Star Game : 2010 (remplaçant), 2011 et 2012.
- Vainqueur du Skills Challenge au NBA All-Star Week-end 2009.

## Statistiques

### Lycéennes
Statistiques lycéennes de Derrick Rose[réf. nécessaire]
| Saison    | Équipe   | Matchs | Titul. | Min./m | % Tir | % 3pts | % LF | Rbds/m. | Pass/m. | Int/m. | Ctr/m. | Pts/m. |
| --------- | -------- | ------ | ------ | ------ | ----- | ------ | ---- | ------- | ------- | ------ | ------ | ------ |
| 2003-2004 | Simeon   | 25     | 25     | 32,0   | 48,0  | ?      | ?    | 4,7     | 6,6     | 2,1    | 1,0    | 18,5   |
| 2004-2005 | Simeon   | 35     | 35     | 34,0   | 50,0  | ?      | ?    | 5,1     | 8,3     | 2,4    | 1,1    | 19,8   |
| 2005-2006 | Simeon   | 37     | 37     | 36,0   | 57,0  | ?      | ?    | 5,4     | 8,7     | 2,6    | 1,2    | 20,1   |
| 2006-2007 | Simeon   | 35     | 35     | 38,0   | 59,0  | ?      | ?    | 9,1     | 8,8     | 3,4    | 1,6    | 25,2   |
| Carrière  | Carrière | 132    | 132    | 35,0   | 53,5  | ?      | ?    | 6,1     | 8,1     | 2,6    | 1.2    | 20,9   |

### Universitaires
Statistiques universitaires de Derrick Rose
| Saison    | Équipe   | Matchs | Titul. | Min./m | % Tir | % 3pts | % LF | Rbds/m. | Pass/m. | Int/m. | Ctr/m. | Pts/m. |
| --------- | -------- | ------ | ------ | ------ | ----- | ------ | ---- | ------- | ------- | ------ | ------ | ------ |
| 2007-2008 | Memphis  | 40     | 40     | 29,2   | 47,7  | 33,7   | 71,2 | 4,5     | 4,7     | 1,2    | 0,4    | 14,9   |
| Carrière  | Carrière | 40     | 40     | 29,2   | 47,7  | 33,7   | 71,2 | 4,5     | 4,7     | 1,2    | 0,4    | 14,9   |

### Professionnelles

#### Saison régulière
| Titre MVP | Recrue/rookie de la saison |

gras = ses meilleures performances
Statistiques en saison régulière de Derrick Rose
| Saison        | Équipe        | Matchs | Titul. | Min./m | % Tir | % 3pts | % LF  | Rbds/m. | Pass/m. | Int/m. | Ctr/m. | Pts/m. |
| ------------- | ------------- | ------ | ------ | ------ | ----- | ------ | ----- | ------- | ------- | ------ | ------ | ------ |
| 2008-2009     | Chicago       | 81     | 80     | 37,0   | 47,5  | 22,2   | 78,8  | 3,91    | 6,32    | 0,81   | 0,22   | 16,80  |
| 2009-2010     | Chicago       | 78     | 78     | 36,8   | 48,9  | 26,7   | 76,6  | 3,76    | 6,01    | 0,73   | 0,35   | 20,76  |
| 2010-2011     | Chicago       | 81     | 81     | 37,4   | 44,5  | 33,2   | 85,8  | 4,07    | 7,69    | 1,05   | 0,63   | 25,01  |
| 2011-2012     | Chicago       | 39     | 39     | 35,2   | 43,5  | 31,2   | 81,2  | 3,36    | 7,87    | 0,90   | 0,72   | 21,85  |
| 2013-2014     | Chicago       | 10     | 10     | 31,1   | 35,4  | 34,0   | 84,4  | 3,20    | 4,30    | 0,50   | 0,10   | 15,90  |
| 2014-2015     | Chicago       | 51     | 51     | 30,0   | 40,5  | 28,0   | 81,3  | 3,16    | 4,92    | 0,71   | 0,31   | 17,73  |
| 2015-2016     | Chicago       | 66     | 66     | 31,8   | 42,7  | 29,3   | 79,3  | 3,41    | 4,71    | 0,67   | 0,21   | 16,36  |
| 2016-2017     | New York      | 64     | 64     | 32,5   | 47,1  | 21,7   | 87,4  | 3,84    | 4,44    | 0,69   | 0,27   | 18,03  |
| 2017-2018     | Cleveland     | 16     | 7      | 19,2   | 43,9  | 25,0   | 85,4  | 1,81    | 1,62    | 0,19   | 0,25   | 9,81   |
| 2017-2018     | Minnesota     | 9      | 0      | 12,4   | 42,6  | 16,7   | 100,0 | 0,67    | 1,22    | 0,44   | 0,00   | 5,78   |
| 2018-2019     | Minnesota     | 51     | 13     | 27,3   | 48,2  | 37,0   | 85,6  | 2,75    | 4,31    | 0,61   | 0,24   | 17,98  |
| 2019-2020     | Détroit       | 50     | 15     | 26,0   | 49,0  | 30,6   | 87,1  | 2,42    | 5,56    | 0,80   | 0,32   | 18,08  |
| 2020-2021     | Détroit       | 15     | 0      | 22,8   | 42,9  | 33,3   | 84,0  | 1,93    | 4,20    | 1,20   | 0,27   | 14,20  |
| 2020-2021     | New York      | 35     | 3      | 26,8   | 48,7  | 41,1   | 88,3  | 2,50    | 4,20    | 0,90   | 0,40   | 14,90  |
| 2021-2022     | New York      | 26     | 4      | 24,5   | 44,5  | 40,2   | 96,8  | 3,00    | 4,00    | 0,80   | 0,50   | 12,00  |
| 2022-2023     | New York      | 27     | 0      | 12,5   | 38,4  | 30,2   | 91,7  | 1,50    | 1,70    | 0,30   | 0,20   | 5,60   |
| 2023-2024     | Memphis       | 24     | 7      | 16,6   | 46,1  | 36,6   | 88,9  | 1,90    | 3,30    | 0,30   | 0,10   | 8,00   |
| Carrière      | Carrière      | 723    | 518    | 30,5   | 45,6  | 31,6   | 83,1  | 3,20    | 5,20    | 0,70   | 0,30   | 17,40  |
| All-Star Game | All-Star Game | 3      | 2      | 21,4   | 51,7  | 66,7   | 50,0  | 1,33    | 4,00    | 1,33   | 0,00   | 11,00  |

Note: * La saison 2011-2012 a été réduite de 82 à 66 matchs en raison du Lock out.

Dernière modification le 28 septembre 2024

#### Playoffs
Statistiques en playoffs de Derrick Rose
| Saison   | Équipe    | Matchs | Titul. | Min./m | % Tir | % 3pts | % LF  | Rbds/m. | Pass/m. | Int/m. | Ctr/m. | Pts/m. |
| -------- | --------- | ------ | ------ | ------ | ----- | ------ | ----- | ------- | ------- | ------ | ------ | ------ |
| 2009     | Chicago   | 7      | 7      | 44,8   | 49,2  | 0,0    | 80,0  | 6,29    | 6,43    | 0,57   | 0,71   | 19,71  |
| 2010     | Chicago   | 5      | 5      | 42,4   | 45,6  | 33,3   | 81,8  | 3,40    | 7,20    | 0,80   | 0,00   | 26,80  |
| 2011     | Chicago   | 16     | 16     | 40,6   | 39,6  | 24,8   | 82,8  | 4,31    | 7,69    | 1,38   | 0,69   | 27,12  |
| 2012     | Chicago   | 1      | 1      | 37,2   | 39,1  | 50,0   | 100,0 | 9,00    | 9,00    | 1,00   | 1,00   | 23,00  |
| 2015     | Chicago   | 12     | 12     | 37,8   | 39,6  | 34,8   | 89,7  | 4,83    | 6,50    | 1,17   | 0,50   | 20,33  |
| 2018     | Minnesota | 5      | 0      | 23,8   | 50,9  | 70,0   | 85,7  | 1,80    | 2,60    | 0,40   | 0,00   | 14,20  |
| 2021     | New York  | 5      | 3      | 35,0   | 47,6  | 47,1   | 100,0 | 4,00    | 5,00    | 0,40   | 0,20   | 19,40  |
| 2023     | New York  | 1      | 0      | 3,0    | 0,0   | 0,0    | 0,0   | 0,00    | 1,00    | 0,00   | 0,00   | 0,00   |
| Carrière | Carrière  | 52     | 44     | 37,7   | 42,6  | 32,2   | 84,5  | 4,30    | 6,30    | 0,90   | 0,50   | 21,90  |

## Records en NBA

### Sur une rencontre
Les records personnels de Derrick Rose en NBA sont les suivants, :
| Type de statistique        | Saison régulière | Saison régulière           | Saison régulière | Playoffs | Playoffs             | Playoffs      |
| Type de statistique        | Record           | Adversaire                 | Date             | Record   | Adversaire           | Date          |
| -------------------------- | ---------------- | -------------------------- | ---------------- | -------- | -------------------- | ------------- |
| Points                     | 50               | Jazz de l'Utah             | 31 octobre 2018  | 44       | @ Hawks d'Atlanta    | 6 mai 2011    |
| Paniers marqués            | 19               | Jazz de l'Utah             | 31 octobre 2018  | 16       | @ Hawks d'Atlanta    | 6 mai 2011    |
| Paniers tentés             | 34               | Pistons de Détroit         | 18 décembre 2015 | 32       | @ Hawks d'Atlanta    | 8 mai 2011    |
| Paniers à 3 points réussis | 7                | @ Lakers de Los Angeles    | 7 novembre 2018  | 5        | @ Bucks de Milwaukee | 23 avril 2015 |
| Paniers à 3 points tentés  | 12               | @ Warriors de Golden State | 27 janvier 2015  | 9        | 4 fois               | 4 fois        |
| Lancers francs réussis     | 18               | @ Pacers de l'Indiana      | 18 mars 2011     | 19       | Pacers de l'Indiana  | 16 avril 2011 |
| Lancers francs tentés      | 21               | @ Pacers de l'Indiana      | 18 mars 2011     | 21       | Pacers de l'Indiana  | 16 avril 2011 |
| Rebonds offensifs          | 5                | 2 fois                     | 2 fois           | 5        | Heat de Miami        | 18 mai 2011   |
| Rebonds défensifs          | 11               | 2 fois                     | 2 fois           | 10       | Celtics de Boston    | 26 avril 2009 |
| Rebonds totaux             | 12               | 2 fois                     | 2 fois           | 11       | Celtics de Boston    | 26 avril 2009 |
| Passes décisives           | 17               | @ Bucks de Milwaukee       | 26 mars 2011     | 12       | @ Hawks d'Atlanta    | 12 mai 2011   |
| Interceptions              | 6                | @ Knicks de New York       | 25 décembre 2010 | 4        | 2 fois               | 2 fois        |
| Contres                    | 3                | 8 fois                     | 8 fois           | 3        | Pacers de l'Indiana  | 16 avril 2011 |
| Balles perdues             | 11               | @ Warriors de Golden State | 27 janvier 2015  | 8        | 2 fois               | 2 fois        |
| Minutes jouées             | 55               | @ Heat de Miami            | 9 mars 2009      | 59       | Celtics de Boston    | 30 avril 2009 |

- Double-double : 69 (dont 10 en playoffs)
- Triple-double : 1

Dernière mise à jour : 16 août 2022

### En carrière
- Il est l'un des 7 seuls joueurs de l'histoire de la NBA à avoir marqué plus de 2 000 points, pris plus de 300 rebonds et délivré plus de 600 passes décisives sur une saison lors de la saison NBA 2010-2011, les autres étant Oscar Robertson (10 fois), John Havlicek (2 fois), Michael Jordan , LeBron James, Russell Westbrook et James Harden[37].
- Il est le plus jeune joueur de l'histoire à 22 ans, 6 mois et 30 jours à être élu NBA Most Valuable Player de la saison régulière.

## En dehors du terrain
Son agent est B.J. Armstrong, ancien joueur des Bulls, triple champion NBA de 1991 à 1993 avec Michael Jordan et Scottie Pippen.
Lors de l'inter-saison 2011-2012, à la suite du lock-out, Derrick bénéficie d'une règle portant son nom ratifiée lors de la nouvelle convention collective entre le syndicat des joueurs de la NBA et les propriétaires qui lui permet de renégocier son contrat avec les Bulls pour un montant de 94 millions de dollars sur 5 ans.
Le 25 février 2012, il a renégocié son contrat de sponsoring avec Adidas pour un montant de 185 millions de dollars sur les treize prochaines années, il est l'égérie de la marque aux trois bandes avec Dwight Howard et ce contrat est le plus lucratif pour un basketteur depuis Michael Jordan avec Nike.
Il apparaît également sur la jaquette de NBA 2K13 avec Kevin Durant et Blake Griffin.
En 2011, le rappeur de Chicago Yung Berg (en) fait une chanson à son nom.

### Sa collaboration avec Adidas
Derrick Rose est actuellement en contrat avec Adidas, des chaussures de basketball ont donc été créées à son effigie, tout comme des chaussures de rue, des T-shirts, sweatshirts, joggings, shorts, casquettes, et même des sacs à dos et ballons.

## Salaires
| Année       | Équipe                    | Salaire       |
| ----------- | ------------------------- | ------------- |
| 2008-2009   | Bulls de Chicago          | 4 822 800 $   |
| 2009-2010   | Bulls de Chicago          | 5 184 480 $   |
| 2010-2011   | Bulls de Chicago          | 5 546 160 $   |
| 2011-2012   | Bulls de Chicago          | 5 629 082 $   |
| 2012-2013   | Bulls de Chicago          | 16 402 500 $  |
| 2013-2014   | Bulls de Chicago          | 17 632 688 $  |
| 2014-2015*  | Bulls de Chicago          | 18 862 876 $  |
| 2015-2016   | Bulls de Chicago          | 20 093 064 $  |
| 2016-2017   | Knicks de New York        | 21 323 252 $  |
| 2017-2018   | Cavaliers de Cleveland    | 1 356 709 $   |
| 2017-2018   | Jazz de l'Utah            | 749,761 $     |
| 2017-2018   | Timberwolves du Minnesota | 418,607 $     |
| 2018-2019   | Timberwolves du Minnesota | 2 393 887 $   |
| 2019-2020   | Pistons de Détroit        | 6 859 756 $   |
| 2020-2021   | Pistons de Détroit        | 5 157 033 $   |
| 2020-2021   | Knicks de New York        | 2 525 894 $   |
| 2021-2022   | Knicks de New York        | 13 445 120 $  |
| 2022-2023   | Knicks de New York        | 14 520 730 $  |
| 2023-2024   | Grizzlies de Memphis      | 3 196 448 $   |
| Total gains | Total gains               | 173 567 640 $ |

Note : * Pour la saison 2014-2015, le salaire moyen d'un joueur évoluant en NBA est de 4 500 000 $.